# Matenrou Opera
Matenrou Opera (japanska: 摩天楼オペラ) är ett japanskt visual kei-band, som spelar symfonisk power-metal.
Matenrou Opera grundades av Sono (sång, ex-Jeniva) och Yuu våren 2007. Den 4 maj hade de sin första spelning på Uruwa Narciss, samma dag släpptes deras första singel, alkaloid showcase, som sålde slut väldigt fort. De dåvarande medlemmarna Mika och Karen lämnade dock bandet efter ett antal spelningar, och sista spelningen med originalmedlemmarna var 17 november 2007 på Ikebukuro Cyber. Matenrou Opera kom dock tillbaka med två nya medlemmar, Anzi och Ayame, och det ”nya” Matenrou Opera spelade på ett event arrangerat av Sherow Artist Society som drivs av KAMIJO (Versailles). Numera är Matenrou Opera signerade till KAMIJO:s bolag. I slutet av 2007 blev de även signade i Europa av det tyska skivbolaget CLJ Records.
Under mars och april 2008 följde bandet med Versailles på en Europaturné, vilket var de första konserterna de gjort utanför Japan. Den riktiga debuten utomlands var i Sverige på Klubben/Fryshuset i Stockholm den 30 mars. EP:n Gilia släpptes 2008.
Några månader efter Matenrou Operas och Versailles Europaturné släpptes maxisingeln SPECTACULAR", med tre sånger kallade Shinkirou (melodin gjord av Ayame), Kagayakeru Sekai, samt EVE, alla lyrics skrivna av vokalisten Sono. Denna singel blev väldigt populär, och i med detta dröjde det inte länge förrän bandet började jobba på ännu en maxisingel som släpptes den 18 december, kallad LAST SCENE. Denna singel innehåller likaså tre låtar: LAST GAME (melodin gjord av Anzi och Ayame), Datura, och Tenjou eno Kakehashi wo (på engelska kallad The Bridge to the Heavens). Alla låtar är skrivna av vokalisten Sono. 
Den 24 juni 2009 släppte bandet sitt första fullängdsalbum "Anomie", vilket är namnet på deras projekt, ett "alter ego"-band, med nio nya och fyra gamla låtar, "Ruriiro de egaku niji", "Hiai to melancholy", "EVE" samt "Last game." En ny musikvideo följer med också. Bandet kommer också ha sitt första one man live den 23 juli 2009, kallat "DAWN OF ANOMIE."
Den 6 maj 2010 hade Matenrou Opera sitt andra stora ONE MAN, där vokalisten Sono berättade att de ska ha sitt sista Indies live den 28 juli 2010. Efter deras sista indie live så är de skrivna på med Major företaget "King Records." 

## Medlemmar
Nuvarande medlemmar
- Sono (苑) – sång (2006– )
- Yo (燿) – basgitarr (2006– )
- Ayame (彩雨) – keyboard (2007– )
- JaY – gitarr (2018– )
- Hibiki (白石 響, Shiraishi Hibiki) – trummor (2019– )

Tidigare medlemmar
- Mika (未伽) – gitarr (2006–2007)
- Karen (Hanae Kasamatsu) – keyboard (2006–2007)
- Yu (悠, Takahashi Yuu) – trummor (2006–2018)
- Anzi (Hasegawa Tetsushi) – gitarr (2007–2016)[1]

## Diskografi

### Studioalbum
- ANOMIE (2009)
- Justice (2012)
- 喝采と激情のグロリア [Kassai to Gekijou no GLORIA] (2013)
- Avalon (2014)
- ChiKyu (2016)
- Pantheon, Part 1 (2017)
- Pantheon, Part 2 (2017)
- Human Dignity (2019)

### EP
- GILIA (2008)
- Abyss (2010)
- Phoenix Rising (2016)
- Chronos (2020)

### Singlar
- "Alkaloid Showcase" (2007)
- "Sara" (2007)
- "瑠璃色で描く虹" ("Ruri iro de egaku niji") (2008)
- "Spectacular" (2008)
- "LAST SCENE" (2008)
- "Acedia" (2009)
- "Eternal Symphony" (2009)
- "Murder Scope" (2009)
- "R" (2010)
- "Genesis" / "R" (2010)
- "Helios" (2011)
- "Otoshiana no Soko wa Konna Sekai" (2011)
- "GLORIA" (2012)
- "Innovational Symphonia" (2012)
- "Orb" (2013)
- "隣に座る太陽" ("Tonari ni suwaru taiyou") (2014)
- "致命傷" ("Chimaishou") (2014)
- "Ether" (2015)
- "BURNING SOUL" (2015)
- "炎の人" ("SHINE ON") (2016)
- "Warrior" (2017)
- "Invisible Chaos" (2018)
- "儚く消える愛の讃歌" ("Hakanaku kieru ai no sanka") (2021)

### Livealbum/video
- 2008.05.07渋谷O-West 無料配布Special DVD (2008)
- Dawn of Anomie in Akasaka Blitz (2009)
- Emergence from Cocoon -Tour Final Live Film- "Birth of Genesis" (DVD, 2010)
- Emergence from Cocoon -Tour Document Film- (DVD, 2010)
- -1214- at Shibuya AX (DVD-V, 2011)
- First American Show - Anime USA (Also Played by Blood) In Northern Va (2011)

### Annat
- "COUPLING COLLECTION 08-09" (2009)
- "INDIES BEST COLLECTION" (2010)